# Punk Lurex
Punk Lurex ist eine finnische Band, die 1993 in Tampere gegründet wurde. Die Band spielt Rockmusik beeinflusst von Punk, Reggae und Folk mit überwiegend finnischen Texten und einer melodischen Frauenstimme im Vordergrund.

## Geschichte
Tiina Wesslin (Bass, Gesang) und Riitta Suojanen (Gitarre), beide Fans der in den späten 1970er Jahren in Finnland erfolgreichen Punkband Kollaa Kestää, coverten die Lieder ihrer Vorbilder und gaben in den 1990er Jahren gelegentlich Konzerte als Tribut für die Band. Juha Helminen, ehemaliger Gitarrist bei Kollaa Kestää besuchte eine dieser Veranstaltungen und war beeindruckt. Zusammen mit Jyrki Siukonen, ehemals Schlagzeuger bei Kollaa Kestää, gründeten die vier Musiker die Gruppe Punk Lurex O. K. Bei den ersten Konzerten war Tepi Pulkkinen als zusätzlicher Sänger beteiligt. Ihre erste Single Tappajan Silmät („Augen des Mörders“), eine Coverversion des Punkrock-Klassikers Gary Gilmore’s Eyes von The Adverts, die 1994 veröffentlicht wurde, war in wenigen Monaten ausverkauft.
Kurze Zeit später beschloss Siukonen, sein Kunststudium in Großbritannien fortzusetzen und verließ die Band. Er wurde durch Sami Päivärinta ersetzt. Im Sommer 1995 veröffentlichte Punk Lurex O. K. eine EP Veljet, Siskot! („Brüder und Schwestern“) mit acht Musiktiteln im Stil des britischen Punkrock der 1970er Jahre.
Im September 1995 wurde der Gitarrist Helminen durch Kukka Kukkaisniemi ersetzt. Unter der Leitung des Produzenten Jani Viitanen entstand das Album Hatut ja Myssyt („Hüte und Mützen“), das 1996 veröffentlicht wurde. Es folgte das Album Prolex im Jahr 1999.
Als Begleitband von T. V. Smith nahm Punk Lurex O. K. im Jahr 2000 die EP The Future Used to be Better auf, die vier weitere Kompositionen des britischen Musikers enthält.
Im Jahr 2000 verließ Piise Viippo die Band und Sami Päivärinta nahm seinen Platz ein; ein weiteres Album Aika Vapaa („Freie Zeit“) wurde im Jahr 2002 veröffentlicht, bevor die Gruppe im Jahr 2003 beschloss, für längere Zeit zu pausieren.
Ende des Jahres 2008 beschlossen Tiina Wesslin, Kukka Kukkaisniemi und Piise Viippo einen Neubeginn. Sie nahmen Pasi Jouhki als zweiten Gitarristen auf und kürzten den Bandnamen auf Punk Lurex. Ein Jahr später wurde der Schlagzeuger Viippo durch Markus Saastamoinen ausgewechselt. In dieser Formation tourt die Band bis heute und hat im Mai 2012 das Studioalbum Puolesta ja vastaan („Für und wider“) herausgebracht.
Alle Tonträger produzierte die Band bisher für das finnische Indipendentlabel Hiljaiset levyt, zum größten Teil erschienen die Tonträger auch bei Teenage Rebel Records in Deutschland.

## Diskografie
- 1994: Tappajan silmät / Paalimaja (Single)
- 1995: Veljet, Siskot! (EP)
- 1996: Hatut ja Myssyt
- 1999: Prolex
- 2000:  T. V. Smith & Punk Lurex O. K.: The Future Used to be Better (EP)
- 2002: Aika Vapaa
- 2010: Punk Lurex OK 1994–2003 (Kompilation)
- 2012: Puolesta ja vastaan